# Nicolás Samayoa
Nicolás Samayoa Pacheco (nacido el 2 de agosto de 1995) es un futbolista guatemalteco que juega como defensa central en el CSD Municipal de la Liga Nacional de Fútbol de Guatemala.

## Trayectoria

### Carrera juvenil
Samayoa también jugó cuatro años de fútbol universitario en la Universidad de la Costa del Golfo de Florida entre 2014 y 2017. Mientras estuvo en la universidad, Samayoa hizo 66 apariciones, anotó 6 goles y contó 4 asistencias.

### New England Revolution
El 21 de enero de 2018, Samayoa fue seleccionado en la cuarta ronda (73 en general) del SuperDraft de la MLS 2018 por New England Revolution. Fichó por el club el 9 de febrero de 2018.
Samayoa hizo su debut profesional el 5 de junio de 2018, en una derrota por 3-2 ante el Louisville City FC en un partido de la Lamar Hunt U.S. Open Cup. 
El 11 de junio de 2018, Samayoa fichó cedido por Las Vegas Lights de la USL Championship.
New England liberó a Samayoa al final de su temporada 2018.

## Selección nacional
Samayoa ha representado a Guatemala Sub-20 y fue seleccionado por el entrenador Carlos Ruiz para participar en el Campeonato Sub-20 de CONCACAF 2015.
Hizo su debut con la selección absoluta el 15 de noviembre de 2018 en un amistoso contra Israel que Guatemala perdió 0-7.

## Clubes
| Club                      | País           | Año           |
| ------------------------- | -------------- | ------------- |
| New England Revolution    | Estados Unidos | 2018          |
| Las Vegas Lights (cedido) | Estados Unidos | 2018          |
| Comunicaciones            | Guatemala      | 2019-2023     |
| FC Politehnica Iași       | Rumania        | 2023-2025     |
| CSD Municipal             | Guatemala      | 2025-Presente |

## Palmarés

### Campeonatos nacionales
| Título        | Club           | País      | Año    |
| ------------- | -------------- | --------- | ------ |
| Liga Nacional | Comunicaciones | Guatemala | 2022-C |

### Campeonatos internacionales
| Título        | Club           | País      | Año  |
| ------------- | -------------- | --------- | ---- |
| Liga Concacaf | Comunicaciones | Guatemala | 2021 |